# Rede Bandeirantes
Rede Bandeirantes, o simplement Band, és una cadena de televisió del Brasil amb seu a São Paulo. Part del Grupo Bandeirantes de Comunicação, es va emetre per primera vegada el 1967. Va ser la primera cadena brasilera en emetre íntegrament en color (1972) i en emprar connexions via satèl·lit (1982). Actualment, és la quarta cadena de televisió del Brasil segons les qualificacions.